# 提孜那甫乡
提孜那甫乡，是中华人民共和国新疆维吾尔自治区喀什地区塔什库尔干塔吉克自治县下辖的一个乡镇级行政单位。

## 行政区划
提孜那甫乡下辖以下地区：
兰干村、曲什曼村和提孜那甫村。